# Dragon Ball (manga)
Denne side handler om mangaserien. For den generelle franchise, se Dragon Ball.
Dragon Ball (ドラゴンボール Doragon Bōru) er en japansk mangaserie skrevet og illustreret af Akira Toriyama. Oprindeligt serialiseret i Shueishas shonen-manga-magasin Weekly Shonen Jump i perioden 1984-1995, de 519 individuelle kapitler er blevet udgivet i 42 tankobon-bind. Dragon Ball blev inspireret af den kinesiske roman Rejsen mod Vest og Hong Kong-baserede kampsportsfilm. Serien havde oprindeligt fokus på komedie, men blev senere mere action-orienteret. Historien følger Son-Gokus eventyr, fra barn til voksen, som han træner i kampsport og udforsker verden i søgen på Dragekuglerne, syv magiske kugler, der kan hidkalde en ønskeopfyldende drage, når de er samlet. Langs hans rejse får Son-Goku venner og kæmper mod fjender, mange af hvilke også søger Dragekuglerne.
Den originale manga blev adapterede til to animeserier produceret af Toei Animation: Dragon Ball og Dragon Ball Z, som blev sendt i Japan mellem 1985 og 1995; som en efterfølger til Dragon Ball Z blev Dragon Ball GT sendt mellem 1996 og 1997. Der er blevet opbygget en mediefranchise omkring serien; blandt merchandise har der været både animaterede and realfilm, samlekort, actionfigurer, soundtrack-samlinger og et utal af videospil. Serien blev for første gang i 2000 udgivet på dansk af Carlsen og kørte frem til dens konklusion i 2003; denne udgave var baseret på den tyske oversættelse. En senere udgave begyndte at blive udgivet i 2022 af Faraos Cigarer; denne udgave er baseret på Carlsens tidligere udgave, men er revideret til at ligge tættere op af den originale japanske udgave.
Dragon Ball er blevet én af det mest succesfulde mangaserier nogensinde. Dets oprindelige serialisering i Weekly Shonen Jump var delvist skyld i at magasinet nåede dets højeste antal af magasiner i cirkulation med 6,53 eksemplarer solgt. Dets opsamlede tankobon-bind har solgt over 160 millioner eksemplarer i Japan og 260 millioner på verdens plan, hvilket gør den til én af de bedst-sælgende mangaserier nogensinde. Anmeldere har rost mangaen for dens komedie, kampscener og tempo, og har bemærket seriens tema om at blive voksen, dets kulturelle referencer til kinesisk mytologi og japanske folkehistorier.
Mangaen anses også som én af de mest indflydelsesrige mangaserier og har inspireret et utal af mangategnere så som Eiichiro Oda (One Piece), Masashi Kishimoto (Naruto), og Tite Kubo (Bleach). En sidehistorie, der foregår mod slutningen af den oprindelige mangeserie, med navnet Dragon Ball Super er blevet udgivet i V Jump siden 2015. Den er skrevet af Toriyama og illustreret af Toyotarou.

## Udgivelse

### Japansk udgivelse
Dragon Ball blev serialiseret i Shueishas shonen-manga-magasin Weekly Shonen Jump fra den 22. november 1984 til den 23. maj 1995. Som Dragon Balls læserskare blev ældre, ændredes magasinet til at reflektere deres skiftende interesser. De 519 individuelle kapitler er blevet samlet i 42 tankobon-bind af Shueisha mellem den 10. september 1985 og den 4. august 1995. I disse udgivelse var alle farvede eller delvist farvede tegninger gråskaleret. Med deres primært hvide farve og billede som kontinuerligt fortsætter langs rykken på de forskellige bind, sagde Torishima, at omslagene til disse bind blev hensigtsfuldt designet til at være iøjnefaldende i en bogforretning. Til seriens 24-års jubilæum blev tankobon-omslagene fornyet til et, som har været i brug ved alle genoptrykninger siden 2009. Mellem den 4. december 2002 og den 2. april 2004 blev Dragon Ball udgivet i en serie af 34 kanzenban-bind, der bibeholder de farvede tegninger, som de blev vist fra Weekly Shonen Jump-udgivelsen. De fik nytegnede omslag illustreret af Toriyama, og hvert bind inkluderede en plakatudgave af eget omslag. Disse nye illustrationer blev oprindeligt tegnet i blæk, scannet og farvelagt med Corel Painter. Midtvejs gik Toriyama over til at tegne dem på en tegneplade i stedet, for dernæst at farvelægge dem i Adobe Photoshop. UV-hærdning blev benyttet til at give "glans" til karaktererne, og nogle karakterer er monokrome indtil bind 18. Kanzenban-udgaverne blev designet af Hideaki Shimada. Selvom Toriyama allerede havde lavet kladder for det første 4 omslag med en klar, grøn farve, foreslog Shimada en klar rød farve efter at have set Sydkorea deltage i VM i fodbold 2002, hvilket han gik med til. Da han ønskede et mere "strømlinet" udseende for tankobon-bindene, besluttede Shimada at skrive "Dragonball" med småt og i en højere og tyndere skrifttype. Han bad også Toriyama tegne Shenlong med tykke streger til brug på indersiden af omslaget. Det var en redaktør, der foreslog at bruge et enkelt billede, der fortsætter langs rykken af de adskillelige bind, men i modsætning til tankobon-udgaven, så far antallet af bind allerede besluttet, så de vidste, præcis hvor lang, den skulle være.

### Dansk udgivelse
I Danmark blev Dragon Ball for første gang udgivet med det første tankoban-bind i år 2000 af Carlsen, oversat til dansk af John Lysmand, hvorefter mangaen modtog en månedlig udgivelse indtil det sidste bind blev udgivet i 2003. Den danske oversættelse var baseret på den tyske udgave i stedet for den japanske, hvilket også ses på omslagene, der begge på begge sprog er sorte frem for hvide, som den originale udgave var det. I december 2022 begyndte Faraos Cigarer at genudgive serien under deres brand Faraos Manga. Til trods for at Carlsens oversættelse var blevet genbrugt i denne udgivelse, så er den blevet korrekturlæst side om side med den japanske udgave for at sikre sig en mere akkurat oversættelse. Derudover benytter denne udgivelse også de reviderede japanske omslag og logo fra 2009.